# NEAR Shoemaker
Near Earth Asteroid Rendezvous (NEAR), más tarde renombrada como NEAR Shoemaker en honor a Eugene Shoemaker, fue una misión espacial (la primera perteneciente al programa Discovery) consistente en el envío de una sonda a un asteroide cercano a la Tierra, en concreto a (433) Eros (el segundo mayor asteroide cercano a la Tierra, con un tamaño de 13 x 13 x 33 km). Se trató de la primera sonda en orbitar y finalmente aterrizar (improvisadamente) en un asteroide. NEAR pasó un año estudiando Eros antes de posarse sobre él.
La sonda fue lanzada el 17 de febrero de 1996 a las 20:43:27 UT a bordo de un cohete Delta desde Cabo Cañaveral. Tras el sobrevuelo del asteroide (253) Matilde, se acercó a la Tierra para una maniobra de asistencia gravitatoria el 23 de enero de 1998. El 20 de diciembre de ese mismo año debería haber ejecutado el primero de varios encendidos del motor necesarios para alcanzar Eros, pero un fallo de software lo impidió, haciendo que se perdiese el contacto con la nave temporalmente. Tras restablecer el contacto y resolver el problema, se diseñó un plan mediante el cual NEAR sobrevolaría Eros el 23 de diciembre a las 18:41:23 UT a una velocidad de 965 m/s y una distancia de 3827 km, y seguiría su camino para, tras varios encendidos del motor, seguir una trayectoria de acercamiento al asteroide y finalmente alcanzarlo de nuevo y entrar en su órbita el 14 de febrero de 2000.
La órbita inicial de NEAR alrededor de Eros era aproximadamente circular, con un radio de unos 200 km. La órbita fue reduciéndose mediante sucesivos encendidos del motor, primero a una órbita de unos 50 km de radio el 30 de abril de 2000, y a una de 35 km el 14 de julio de 2000. Fue elevada de nuevo a 200 km y luego reducida de nuevo a 35 km en el periodo hasta el 13 de diciembre. Finalmente, la sonda aterrizó en la superficie del asteroide el 12 de febrero de 2001.

## Nave
NEAR era una nave estabilizada en los tres ejes y con control térmico pasivo. La alimentación eléctrica corría a cargo de cuatro paneles solares que proporcionaban 1600 vatios de potencia a una distancia de 1 unidad astronómica. Las comunicaciones se producían en banda X mediante una antena de alta ganancia de 1,5 m de diámetro, con tasas de datos de entre 1 y 27 kbps. Los datos podían ser almacenados en una unidad de 1 gigabit de capacidad. El sistema de propulsión estaba alimentado por hidracina.

### Especificaciones
- Longitud: 2,75 m
- Diámetro máximo: 1,7 m
- Masa: 818 kg

## Instrumentos

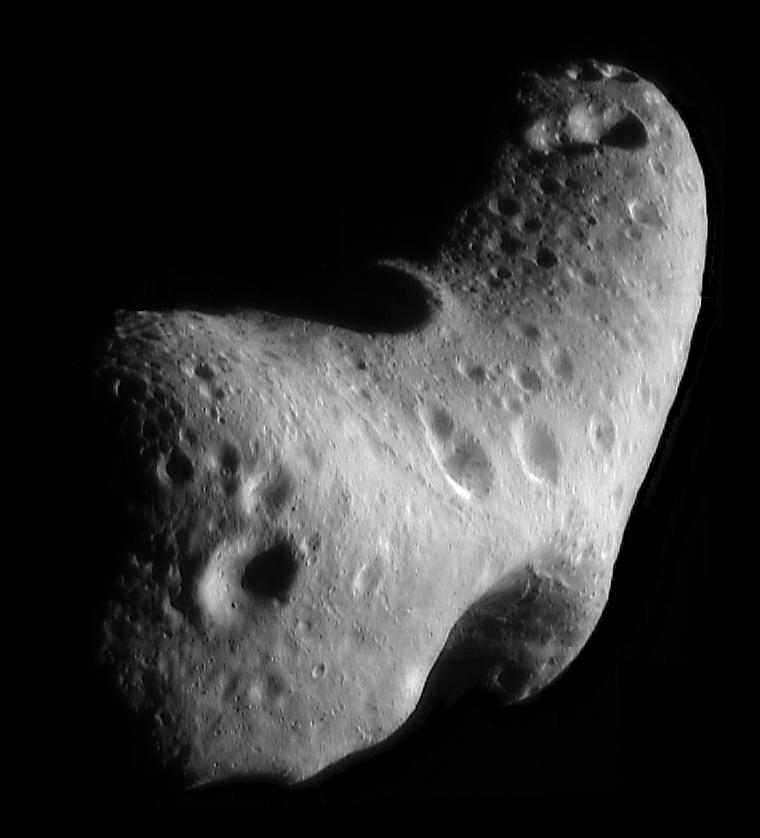
Eros visto por NEAR.

- MultiSpectral Imager (MSI): se trataba de un telescopio refractor con CCD sensible a longitudes de onda de entre 400 y 1100 nanómetros para fotografiar y cartografiar el asteroide, determinar su morfología y composición química en superficie. Podía dar una resolución de entre 10 y 16 metros a una distancia de 100 km de altura.
- Espectrómetro de rayos X y rayos gamma (XGRS): utilizaba dos sensores, un espectrómetro de fluorescencia de rayos X y un espectrómetro de rayos gamma, para determinar la composición del asteroide.
- Near-Infrared Spectrograph (NIS): espectrómetro capaz de abarcar entre 800 y 2700 nanómetros, diseñado para cartografiar la mineralogía de Eros.
- Magnetómetro: un sensor de flujo de puerta de tres ejes para medir el posible campo magnético.
- NEAR Laser Rangefinder (NLR): altímetro láser para medir la distancia entre la nave y la superficie del asteroide.
- Radiociencia: utilizando el sistema de radio de la sonda para cartografiar el campo gravitatorio de Eros.